# Calliptamus
A Calliptamus a sáskafélék rendszertani családjának egyik neme. Az ide tartozó fajok Eurázsiában élnek, Európától (Skandinávia kivételével) egészen Japánig.

## Fajok
A genusba 17 faj tartozik; egy már kipusztult. Magyarországon az olaszsáska és a védett homoki olaszsáska képviseli.
1. Calliptamus abbreviatus Ikonnikov, 1913
2. Calliptamus balucha Uvarov, 1938
3. Calliptamus barbarus (Costa, 1836) - homoki olaszsáska
4. Calliptamus cicatricosus Bolívar, 1889
5. Calliptamus coelesyriensis Giglio-Tos, 1893
6. Calliptamus cyrenaicus Jago, 1963
7. Calliptamus deserticola Vosseler, 1902
8. Calliptamus italicus (Linnaeus, 1758) - olaszsáska (típusfaj)
9. Calliptamus madeirae Uvarov, 1937
10. Calliptamus montanus Chopard, 1937
11. Calliptamus plebeius (Walker, 1870)
12. Calliptamus siciliae Ramme, 1927
13. Calliptamus tenuicercis Tarbinsky, 1930
14. Calliptamus testaceus Walker, 1870
15. Calliptamus turanicus Tarbinsky, 1930
16. Calliptamus wattenwylianus Pantel, 1896
17. † Calliptamus strausi Harz, 1973

## Fordítás
- Ez a szócikk részben vagy egészben  a   Calliptamus című angol Wikipédia-szócikk ezen változatának fordításán alapul.  Az eredeti cikk szerkesztőit annak laptörténete sorolja fel. Ez a jelzés csupán a megfogalmazás eredetét és a szerzői jogokat jelzi, nem szolgál a cikkben szereplő információk forrásmegjelöléseként.